# Bandy vid vinteruniversiaden 2019
Bandy vid universiaden blev för första gången verklighet under Vinteruniversiaden 2019 i Krasnojarsk, Ryssland.

## Arena
| Krasnojarsk                          |
| ------------------------------------ |
| Jenisejstadion Rymmer: 5000 åskådare |
|                                      |

## Kvinnornas turnering

### Gruppspel
| Nr | Lag      | S | V | O | F | GM | IM | MS  | P |
| -- | -------- | - | - | - | - | -- | -- | --- | - |
| 1  | Ryssland | 3 | 3 | 0 | 0 | 19 | 3  | +16 | 6 |
| 2  | Sverige  | 3 | 2 | 0 | 1 | 36 | 5  | +31 | 4 |
| 3  | Norge    | 3 | 1 | 0 | 2 | 7  | 18 | −11 | 2 |
| 4  | USA      | 3 | 0 | 0 | 3 | 1  | 37 | −36 | 0 |

#### Semifinaler
| Datum       | Match          | Resultat |
| ----------- | -------------- | -------- |
| 9 mars 2019 | Sverige– Norge | 12-1     |
| 9 mars 2019 | Ryssland– USA  | 10-1     |

#### Bronsmatch
| Datum        | Match      | Resultat |
| ------------ | ---------- | -------- |
| 10 mars 2019 | Norge– USA | 4-1      |

#### Final
| Datum        | Match             | Resultat |
| ------------ | ----------------- | -------- |
| 10 mars 2019 | Sverige– Ryssland | 5-3      |

## Männens turnering

### Gruppspel
| Nr | Lag       | S | V | O | F | GM | IM | MS  | P |
| -- | --------- | - | - | - | - | -- | -- | --- | - |
| 1  | Ryssland  | 4 | 4 | 0 | 0 | 33 | 5  | +28 | 8 |
| 2  | Sverige   | 4 | 3 | 0 | 1 | 33 | 9  | +24 | 6 |
| 3  | Norge     | 4 | 1 | 0 | 3 | 7  | 21 | −14 | 2 |
| 4  | Finland   | 4 | 1 | 0 | 3 | 7  | 23 | −16 | 2 |
| 5  | Kazakstan | 4 | 1 | 0 | 3 | 6  | 28 | −22 | 2 |

### Slutspel

#### Semifinaler
| Datum       | Match             | Resultat |
| ----------- | ----------------- | -------- |
| 9 mars 2019 | Ryssland– Finland | 11-1     |
| 9 mars 2019 | Sverige– Norge    | 8–3      |

#### Bronsmatch
| Datum        | Match          | Resultat |
| ------------ | -------------- | -------- |
| 10 mars 2019 | Norge– Finland | 5–3      |

#### Final
| Datum        | Match             | Resultat |
| ------------ | ----------------- | -------- |
| 10 mars 2019 | Ryssland– Sverige | 6-1      |